# Kalāteh-ye Sanjar
Kalāteh-ye Sanjar (persiska: کلاته سنجر, Kalāteh-i-Sanjar, Kalāteh Sanjar) är en ort i Iran.   Den ligger i provinsen Nordkhorasan, i den nordöstra delen av landet, 600 km öster om huvudstaden Teheran. Kalāteh-ye Sanjar ligger 1 072 meter över havet och antalet invånare är 494.
Terrängen runt Kalāteh-ye Sanjar är varierad.Runt Kalāteh-ye Sanjar är det ganska glesbefolkat, med 29 invånare per kvadratkilometer. Närmaste större samhälle är Neqāb, 16,0 km söder om Kalāteh-ye Sanjar. Trakten runt Kalāteh-ye Sanjar består i huvudsak av gräsmarker.